# شجاع الذويبي
شجاع بن ساعد بن رده الذويبي هو رئيس مركز هيئة الأمر بالمعروف والنهي عن المنكر بالهجرة والمكلف بقضايا السحر في منطقة مكة المكرمة
.

## المؤهلات
- بكالوريوس من قسم العقيدة بجامعة الإمام محمد بن سعود
- ماجستير في الشريعة والقانون من كلية العدالة الجنائية من جامعة نايف العربية للعلوم الأمنية - عام 2014 م

## مناصب شغلها
- رئيس هيئة محافظة المزاحمية
- رئيس مركز هيئة الأمر بالمعروف والنهي عن المنكر بالهجرة والمكلف بقضايا السحر في منطقة مكة المكرمة
- رئيس مركز هيئة الهجرة وبطحاء قريش
- مدرب معتمد في الأنظمة الجزائية
- مدرب معتمد في التعامل مع قضايا السحر والشعوذة
- عضو الجمعية العلمية السعودية للحسبة
- عضو الجمعية العالمية لدعوة الأنبياء عليهم السلام
- مساعد رئيس هيئة مكة المكرمة.
- مدير وحدة مكافحة السحر والشعوذة بفرع هيئة الأمر بالمعروف والنهي عن المنكر بمنطقة مكة { حالياً }

## وصلات خارجية
- صفحة الشيخ شجاع الذويبي على فيس⁬بوك
- الشيخ شجاع الذويبي في قناة الراية على يوتيوب
- مكافحة السحرة، محاضرة الشيخ شجاع الذويبي
- وقفات حول عالم السحر والشعوذة